# Tabanus chonganensis
Tabanus chonganensis är en tvåvingeart som beskrevs av Liu 1981. Tabanus chonganensis ingår i släktet Tabanus och familjen bromsar. Inga underarter finns listade i Catalogue of Life.